# Сальта (департамент)
Департамент Сальта  (исп. Departamento de Salta (Capital)) — столичный департамент в Аргентине в составе провинции Сальта .
Территория — 1722 км². Население — 473 тыс.человек. Плотность населения — 274,7 чел./км².
Административный центр — Сальта.

## География
Департамент расположен на в центральной части провинции Сальта.
Департамент граничит:
- на севере — с департаментом Ла-Кальдера
- на востоке — с департаментом Хенераль-Гуэмес
- на юго-востоке — с департаментом Метан
- на юге — с департаментом Ла-Винья
- на юго-западе — с департаментом Чикоана
- на западе — с департаментом Росарио-де-Лерма
- на северо-западе — с департаментами Серрильос и Росарио-де-Лерма

## Административное деление
Департамент включает 2 муниципалитета:
- Сальта
- Вилья-Сан-Лоренсо

## Важнейшие населенные пункты[3]
| № | Населённый пункт                | Населённый пункт (исп.)        | Категория | Население чел. (2010) | На карте                        |
| - | ------------------------------- | ------------------------------ | --------- | --------------------- | ------------------------------- |
| 1 | Сальта                          | Salta                          | город     | 520683                | 24°48′59″ ю. ш. 65°24′26″ з. д. |
| 2 | Вилья-Сан-Лоренсо               | Villa San Lorenzo              | город     | 7004                  | 24°44′16″ ю. ш. 65°29′22″ з. д. |
| 3 | Ла-Сьенага-и-Баррио-Сан-Рафаэль | La Ciénaga y Barrio San Rafael | город     | 5342                  | 24°48′04″ ю. ш. 65°27′41″ з. д. |
| 4 | Аточа                           | Atocha                         | поселок   | 730                   | 24°49′00″ ю. ш. 65°28′44″ з. д. |
| 5 | Лас-Костас                      | Las Costas                     | поселок   | 442                   | 24°46′18″ ю. ш. 65°29′39″ з. д. |